# 古乡
古乡，是中华人民共和国西藏自治区林芝市波密县下辖的一个乡镇级行政单位。

## 行政区划
古乡下辖以下地区：
古村、嘎朗村、索通村、松绕村、雪瓦卡村和巴卡村。